# Nash (South Shropshire)
Nash – wieś w Anglii, w południowej części hrabstwa Shropshire, blisko miasta Tenbury Wells. Leży 43 km na południe od miasta Shrewsbury i 193 km na północny zachód od Londynu.